# Лоренц Функ (старший)
Лоренц Функ (нім. Lorenz Funk senior; 17 березня 1947, Бад-Тельц, Баварія, Німеччина — 29 вересня 2017) — колишній німецький хокеїст, захисник та тренер.

## Ігрова кар'єра
Вихованець клубу «Бад Тельц» у складі якого став чемпіоном Німеччини в сезоні 1965/66 у віці дев'ятнадцяти років.
Ще два чемпіонських титули додав виступаючи за СК Берлін у 1974 та 1976.
Сезон 1982/83 розпочав у складі СК «Ріссерзеє», повернувшись у 1983 до Берліна, де виступав за БСК «Пройзен» в якому завершив кар'єру гравця в 1986.
Разом у Бундеслізі провів 687 матчів, закинув 435 голів, набрав 881 очко.
У складі збірної провів 225 матчів, виступав на зимових Олімпійських іграх 1968, 1972 та 1976 (став бронзовим призером).

## Тренерська кар'єра
Тренував німецькі клуби БСК «Пройзен», «Байройт» та «Гольцкірхен».

## Спортивний директор
З 1991 по 2000 був спортивним директором клубу «Айсберен Берлін».